# 四川鬼箭
四川鬼箭（学名：Caragana jubata f. seczhuanica）为豆科锦鸡儿属鬼箭锦鸡儿下的一个变型。

## 扩展阅读
- 維基物種上的相關：四川鬼箭